# 23808 Джошуахаммер
23808 Джошуахаммер (23808 Joshuahammer) — астероїд головного поясу, відкритий 17 серпня 1998 року.
Тіссеранів параметр щодо Юпітера — 3,292.